# Phil Harres
Phil Harres (* 25. März 2002 in Datteln) ist ein deutscher Fußballspieler der aktuell bei Holstein Kiel unter Vertrag steht.

## Karriere
Nach seinen Anfängen in der Jugend von Borussia Dortmund, dem TSC Eintracht Dortmund, des VfL Bochum und des Hombrucher SV wechselte Harres im Sommer 2018 in die Jugendabteilung von Preußen Münster. Nach insgesamt 22 Spielen in der B-Junioren-Bundesliga, bei denen ihm sechs Tore gelangen, wechselte er im Sommer 2019 in die Jugendabteilung von Dynamo Dresden. Nach 19 Spielen in der A-Junioren-Bundesliga, in denen er sechs Tore erzielte, unterzeichnete Harres dort auch seinen ersten Profivertrag. Um Spielpraxis zu sammeln, wurde er im Sommer 2021 für zwei Spielzeiten in die Regionalliga Südwest zum SSV Ulm 1846 verliehen. Da er dort mit acht Toren in 34 Ligaspielen überzeugen konnte, wurde die Leihe im Sommer 2022 vorzeitig beendet und er kehrte nach Dresden zurück. Dort kam Harres zu seinem ersten Einsatz im Profibereich in der 3. Liga, als er am 10. August 2022, dem 3. Spieltag, beim 2:0-Heimsieg gegen den SC Verl in der 85. Spielminute für Stefan Kutschke eingewechselt wurde. Am letzten Tag des Sommertransferfensters wurde er für den Rest der Saison 2022/23 an den Regionalligisten FC Viktoria 1889 Berlin verliehen.
Nach Leihende kehrte Harres nicht nach Dresden zurück, sondern wechselte zur Saison 2023/24 zum saarländischen Regionalligisten FC 08 Homburg. Im Sommer 2024 wechselte er zum Bundesliga-Aufsteiger Holstein Kiel. Sein Debüt in der höchsten Spielklasse gab Harres am 26. Oktober 2024 (8. Spieltag) bei der 1:2-Niederlage im Auswärtsspiel gegen den VfB Stuttgart mit Einwechslung für Max Geschwill in der 80. Minute. Sein erstes Bundesligator gelang ihm am 9. November 2024 (10. Spieltag) bei der 1:2-Niederlage im Auswärtsspiel gegen Werder Bremen mit dem Treffer zum 1:1 in der 48. Minute. Zwei Tore in einem Bundesligaspiel gelangen ihm am 21. Dezember 2024 (15. Spieltag) beim 5:1-Sieg im Heimspiel gegen den FC Augsburg mit den Treffern zum 2:1 und 3:1 in der 32. und 35. Minute.